# 스타우온
스타우온(stauon)은 타우온의 보손 초대칭짝이다.